# Blāzma
Blāzma, miejscowość na Łotwie, we wschodniej części novadsu Windawa, 485 mieszkańców (2005), siedziba pagasts Puze.